# 桌上足球

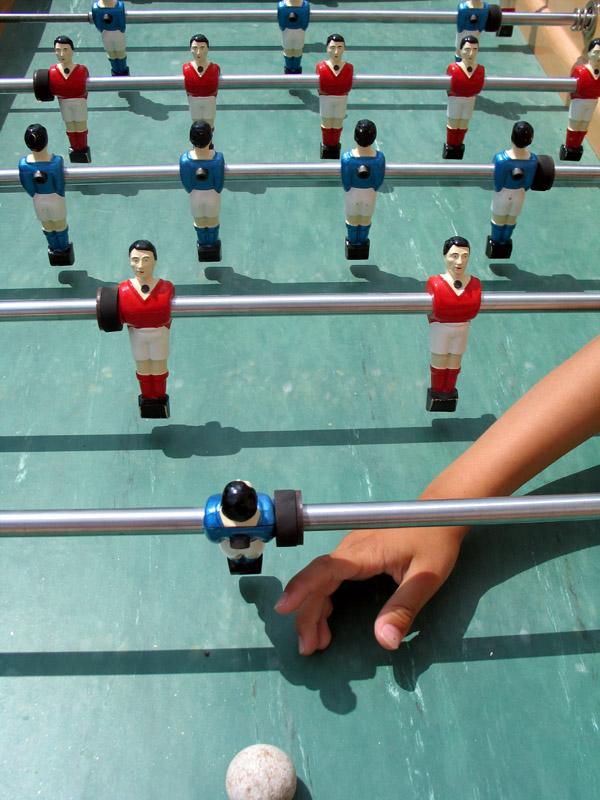
桌上足球（Bonzini式）

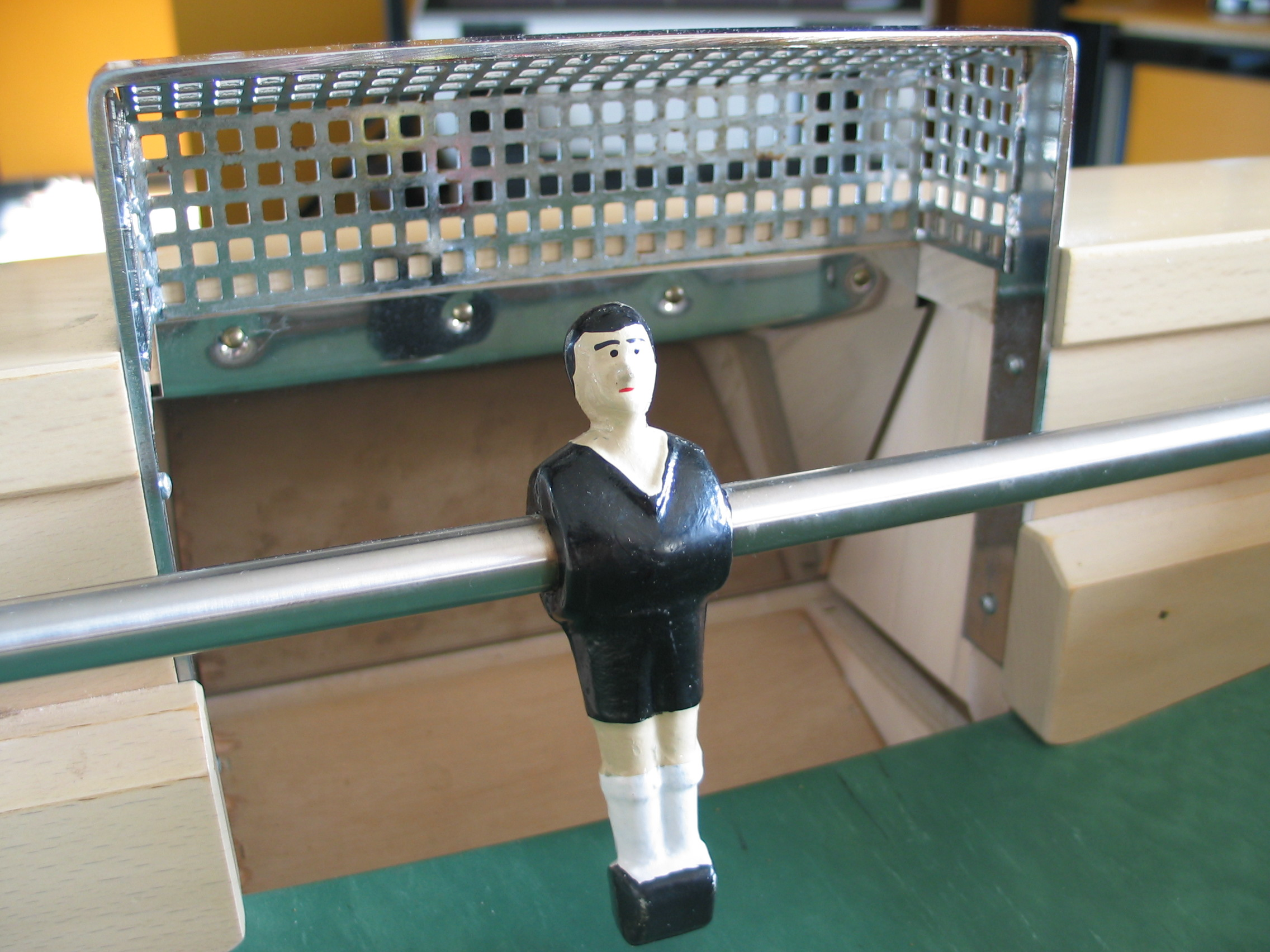

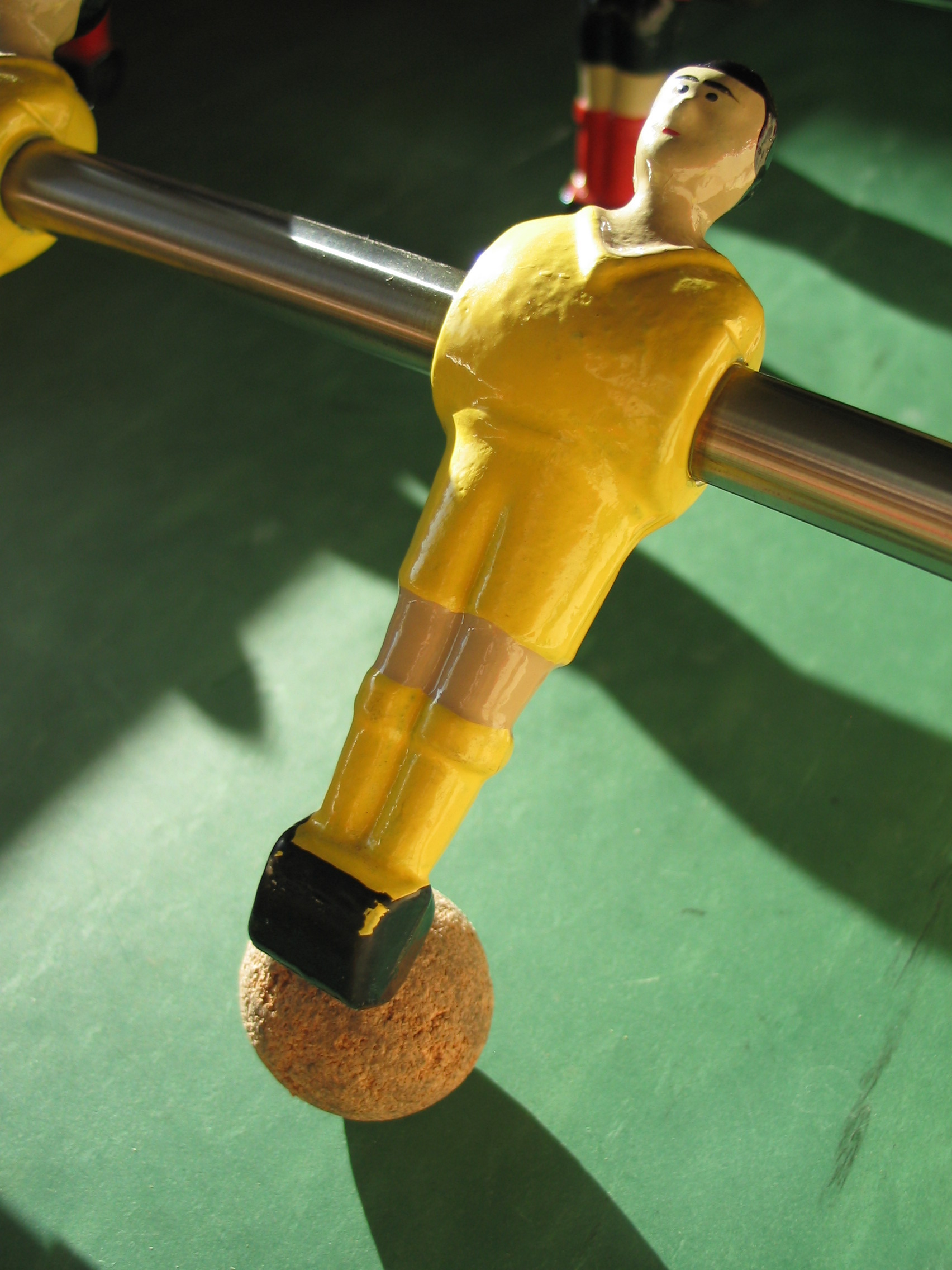

桌上足球（Table football 或 foosball、桌式足球或手足球、足球檯）是一種在桌面上的足球遊戲，規則是源自於足球規則，遊戲的玩法是透過控制桿將球移動到對手的球門中。此運動的起源不詳，許多歷史學家都認為第一台桌上足球出現在1880年代至1890年代的西班牙、法國或者德國。

## 歷史
一些人都宣称自己发明了桌上足球这一运动游戏，例如西班牙人Alejandro Finisterre和法国人Lucien Rosengart。发明专利早在1890年代就已经存在，更多详情参考下面的外部链接。
桌上足球（Table football）在美國称之为foosball，是从德語足球一词Fußball所演变而来（foosball一般来说在德语中是足球的意思）也可称之为table soccer，在西班牙被称之为futbolín，在智利这一运动游戏被称做taca-taca，而在一些其他西班牙語国家则被称之为futbolito，意大利则称作biliardino 或 calcio Balilla，一些法国风格的参赛者也将其称之为footie 或 baby-foot. 在台灣將桌上足球稱之為手足球。
2002年，ITSF（国际桌上足球联合会）在法国成立，第一批会员国有比利时、中国、丹麦、法国、德国、意大利、英国和美国（摘自：世界桌式足球联合会官方网站）。作为组织运动体系和框架，调节国际性赛事，联合会成立的目的是为了发扬桌上足球运动。并且将运动建成推广为国际奥林匹克委员会IOC官方所承认的体育运动。
2015年起，世界杯桌上足球賽（Table Soccer World Cup）從原本的每年一次改為兩年一次，2015年於義大利舉辦、2017年於德國舉辦、2019年於西班牙舉辦、預計2021年於法國舉辦。

## 比賽概述
比赛开始时，首先從球台側邊的洞口發球，或是用手把球置於中場人偶旁。比賽時通過轉動桿上的人偶碰撞擊球，有時球的滾動的速度可達40英里／小時（64公里／小時）。此遊戲通常需要快速的反應與巧妙的操控，玩家控制球的運動需要利用優良協調運動技能。 
遊戲以傳球為基礎，玩家在任何一支球桿上获得控球權時，會將球傳遞到更接進球門的球桿，因此更有機會在合適的時機射門。 
一場比賽通常是採取5分制，在錦標賽中常常採用5戰3勝或是3戰2勝的方式進行。
桌上足球中足球小人的排列是标准化的。从桌子由左往右依次列出，参见：
| 第1排 | 我方守门员   | 1个小人（美式 3人）  |
| 第2排 | 我方防守队员 | 2个小人              |
| 第3排 | 对手前锋     | 3 个小人             |
| 第4排 | 我方中场球员 | 5 个小人（有时 4人） |
| 第5排 | 对手中场球员 | 5 个小人（有时 4人） |
| 第6排 | 我方前锋     | 3 个小人             |
| 第7排 | 对手防守球队 | 2 个小人             |
| 第8排 | 对手守门员   | 1 个小人（美式 3人） |

## 球台

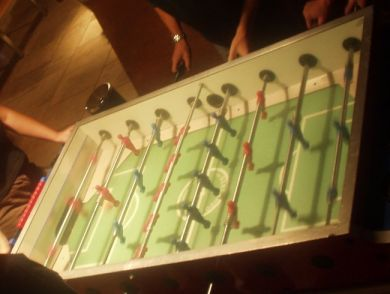
一场进行中的Garlando式桌上足球比赛

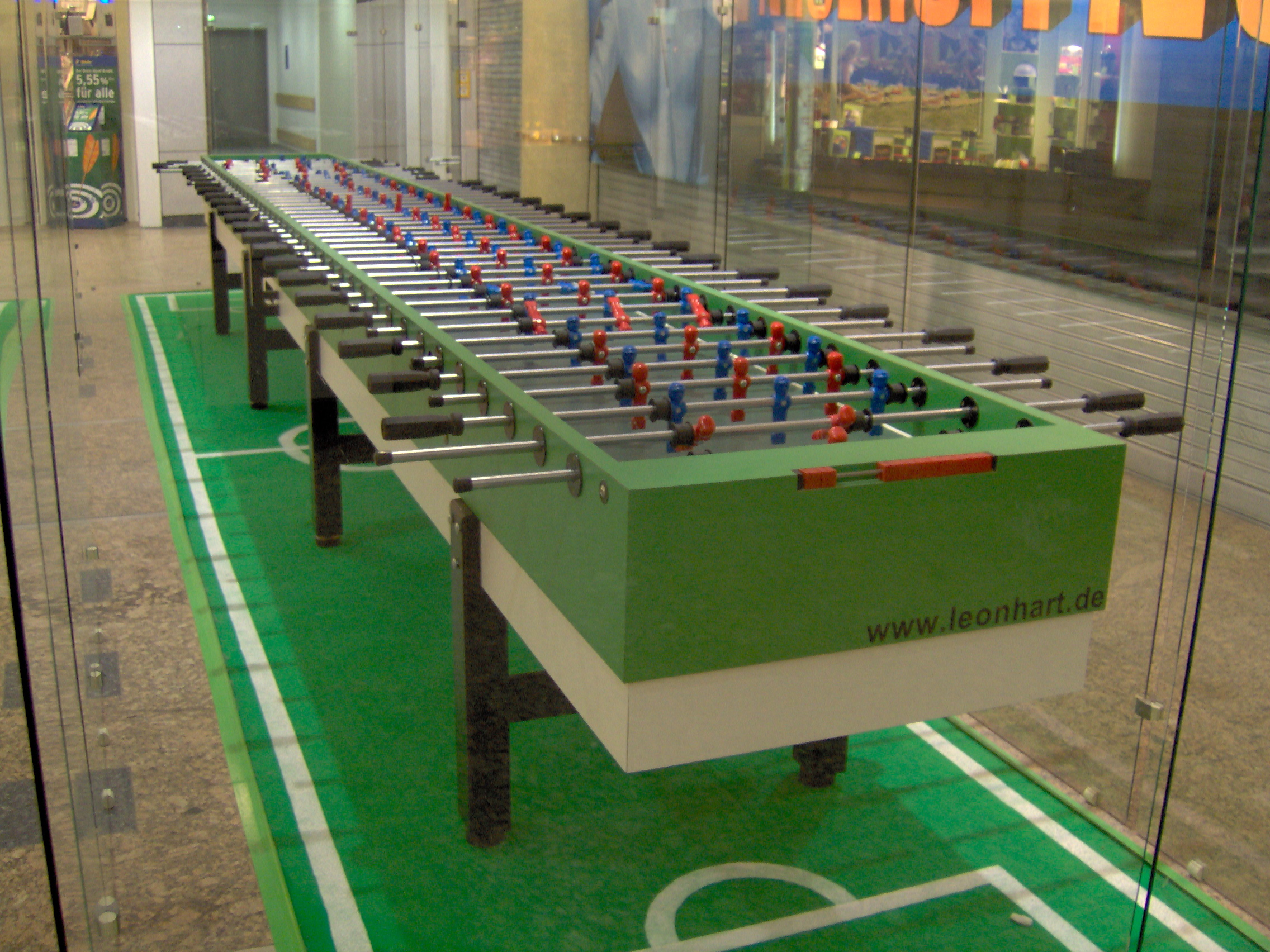
柏林Leonhart11人制桌上足球

市面上有大量不同版本的桌上足球桌子存在，在世界巡迴赛和正式的ITSF锦标赛中使用的是"美式"的Tornado、"法式"的Bonzini、"意大利式"的 Roberto Sport和Garlando、"德式"的 Leohart。其他还有一些主要的品牌包括有 Fireball、Kicker、Rosengart、Eurosoccer/Wood、Löwen-Soccer、Warrior、Lehmacher、Leonhart和Smoby。同时艺术家毛里齐奥·卡泰兰（Maurizio Cattelan）设计出了一款长7米的巨型桌上足球，并且把其称之为「体育场」，一边各有11个小人。另一款独特的桌上足球作品是由Elevenforty公司所制作的，每张桌子都是纯手工制作，每个小人也都是由现實中球星的模样仿制而来的。
不同的桌子类型对选手的风格有着很大的影响。非美式的桌上足球都采用禁区内设置一个守门员。

## 射門
在桌上足球（手足球）運動中有許多基本的射門方法可以很快的上手，就算是新手也可以容易的學習。
- 推桿 (The Push) - 球放置在人偶的側邊，將球桿用推的方式將球連同人偶帶著移動，直到進攻者想要出手的位置之時，進攻者將球桿往後抬高在球的後方後將球擊出。
- 拉桿 (The Pull) - 球放置在人偶的側邊，將球桿用拉（往進攻者的方向）的方式將球連同人偶帶著移動，直到進攻者想要出手的位置之時，進攻者將球桿往後抬高在球的後方後將球擊出。
- 轉桿 (The Rollover) - 將人偶的腳壓在球的上方，此動作英文稱之為Pin，將球桿逆時針旋轉一周後擊到球則完成進攻。如果擊球前旋轉超過360度, 或是擊到球後球杆超過360度, 則被判犯規. 注意: 擊球前與擊球後的角度分開計算.

## 机器人桌上足球
机器人桌上足球由弗莱堡大学的机器人专家所研发，宣称可以击败85%临时拼凑起来的选手。他们使用透明桌台下部的摄像头，以小球的运行轨迹作为基础，使用一个电子控制系统支配高性能的陀螺修正马达用于旋转和移动桌上足球小人。如今一个老练的选手可以在10场比赛中战胜机器人1次 （页面存档备份，存于）。其他的桌上足球机器人，Foosbot则宣称研制出人类不可战胜的机器人产品，还有的桌上足球机器人是由丹麦科技大学的两名学生所研制出的在普通桌子上放架摄像的机器人，但技术仍然不成熟 （页面存档备份，存于）。

## 电视和电影
桌上足球在许多影视作品中都有出現，例如FOOS : Be The Greatest（2006）和Long Shot（1986）。肥皂劇Friends（1994-2004）的早期几季中出现过Garlando品牌的桌台，在後期則改成出現Tornado (Valley)品牌的球桌，被Joey和Chandler當做是餐桌使用，而Monica有过单人连胜他们二人的战绩。